# Bo Hejlskov Elvén
Bo Hejlskov Elvén, född 27 november 1965 i Silkeborg, är en dansk-svensk psykolog, föreläsare och författare som främst arbetar  med hur lågaffektiva psykologiska metoder, till exempel lågaffektivt bemötande, kan användas i bemötandet av personer med autismspektrumstörning, ADHD, utvecklingsstörning, missbruk eller psykiatriska tillstånd.
År 2013 var Hejlskov Elvén en av tre finalister till Stora Psykologpriset med motiveringen att han "utvecklat ett nytt arbetssätt, det 'lågaffektiva bemötandet', vid arbete med individer med problemskapande beteende till följd av neuropsykologiska funktionsnedsättningar". Han har tilldelats priset Årets pusselbit 2009 av Autism- och Aspergerförbundet "För arbetet med att lättillgängligt sprida konstruktiv kunskap om bemötandet av personer med autism, Aspergers syndrom och andra autismliknande tillstånd till verksamheter över hela landet, ett arbete som präglas av djup insikt och stor respekt."
Hejlskov Elvén satt som ledamot i Etikrådet för perioden 2013–2016, och omvaldes 2016 som ledamot för ytterligare två mandatperioder, det vill säga till och med 2022. Etikrådet är Sveriges Psykologförbunds organ för yrkesetiska frågor med både en rådgivande och en utredande funktion.
Sedan 2017 har Hejlskov Elvén drivit projektet Funktionshinderbanan tillsammans med Robin Berkhuizen, VD på Emrahus AB som bygger och förvaltar bostäder med särskild service (BmSS). Projektets syfte är att göra fler politiker och beslutsfattare medvetna om bristen på kognitivt tillgängliga BmSS i Sverige.